# Ram Mandir
Le Ram Mandir, en hindi राम मंदिर, est un temple hindouiste d'Inde dédié à Ram Lalla et situé dans la ville d'Ayodhya, dans l'Uttar Pradesh. Inauguré en janvier 2024, sa construction a débuté en 2020 mais ne devrait s'achever qu'en 2027. Il est édifié en lieu et place de la mosquée de Babri détruite en 1992 lors de conflits intercommunautaires.

## Histoire
La mosquée de Babri, qui occupait précédemment le site, a été détruite en 1992 par des fanatiques hindous lors de conflits intercommunautaires. La violence de l'événement a conduit à l'exode massif des musulmans de la ville, qui pour la plupart ont rejoint la ville voisine de Faizabad, ou quitté la région.

### Inauguration
Le Ram Mandir est inauguré en grande pompe le 22 janvier 2024 par le premier ministre Narendra Modi, en présence de 7 500 invités, dont des industriels, hommes politiques et acteurs de cinéma, et des milliers d'hindous. L'inauguration du temple « brise les chaînes de la mentalité esclavagiste » selon le premier ministre ; les nationalistes hindous estiment que l'Inde a été victime d'un esclavage continu durant les périodes moghole puis britannique. L'événement revêt une dimension nationale et est très médiatisé, diffusé en direct sur toutes les télévisions du pays. Pour l'occasion, un jour de congé est accordé par plusieurs États indiens à la plupart de leurs fonctionnaires. Modi souhaite faire de cette inauguration « l'avènement d'une nouvelle ère », alors que le pays se tourne depuis plusieurs années vers un nationalisme adossé à la tradition religieuse hindoue. L'événement constitue la première fois où un premier ministre en exercice accomplit des rituels religieux dans l'exercice de ses fonctions.